# ラインハルト・ゲーリング
ラインハルト・ゲーリング（Reinhard Goering, 1887年6月23日 - 1936年10月）は、ドイツの表現主義の劇作家。

## 人物・経歴
ドイツ帝国下のプロイセン王国ヘッセン＝ナッサウ県ホーフビーバー（現在はヘッセン州に属する）のビーバーシュタイン城で生まれた。1905年にイェーナ大学で法律を学ぶが、後に医学に転じる。第一次世界大戦中には軍医としてザールラントで働いたが、結核に罹り、その療養中に書いた『海戦』（1幕）が1918年にドレスデンで初演され、またベルリンでもマックス・ラインハルトによって上演され成功した。1922年、シラー賞を受賞。1930年、『スコット大佐の南極探検』でクライスト賞を受賞。1932年にナチ党の党員となったが、翌年除籍される。1936年10月、テューリンゲン州イェーナ郊外のブーヒャ (Bucha) で自殺しているのが見つかった。

## 日本での紹介
『海戦』は、旧制第四高等学校講師の伊藤武雄によって翻訳され、1924年5月、『海戦』（先駆芸術叢書1、金星堂、1924年）として刊行され、同年6月14日、築地小劇場のこけら落としに土方与志演出で上演された。『海戦』は、劇団築地小劇場の地方公演でも上演されている。翻訳された時には、「ゲエリング」と表記された。美術史家の陰里鉄郎は、この『海戦』初演について、「高見順に限らずこの時期に青春を過した知識人たちが感動をこめて回想する」と書いている。1974年3月26日から4月2日まで、秋田雨雀・土方与志記念青年劇場が俳優座劇場で、千田是也訳・演出により『海戦』を上演。2005年に演劇ユニット「シンプルプラン」が男女別バージョンによる『海戦R』として上演。
他に、『世界戯曲全集第18巻』（独墺篇8、近代社世界戯曲全集刊行部編、1927年）に伊藤武雄訳の『第一の男』が収録されている。